# تايرون إليس (سياسي)
تايرون إليس (بالإنجليزية: Tyrone Ellis)‏ هو سياسي أمريكي، ولد في 31 يوليو 1946 في الولايات المتحدة. حزبياً، نشط في الحزب الديمقراطي. وقد انتخب عضو مجلس نواب مسيسيبي.